# Sport Réunis Colmar 1948-1949
Questa voce raccoglie le informazioni riguardanti lo Sport Réunis Colmar nelle competizioni ufficiali della stagione 1948-1949.

## Stagione
La stagione sportiva 1948-1949 dello Sports Réunis Colmar vide la squadra affrontare il campionato francese di calcio nella Ligue 1, dopo essere arrivata seconda nella Ligue 2 1947-1948. Si trattò di un evento unico nella storia della squadra. 
L'allenatore era, dal 1946, Charles Nicolas. La squadra Colmar, a seguito di due ottimi risultati nella seconda divisione con l'ex Troyen, decise di difendere la nuova posizione ottenuta. 
La stagione non iniziò al meglio, aprendosi, in particolare, con una sconfitta 7-2 contro il campione in carica Olympique de Marseille. Bisogna attendere la sesta giornata di campionato per vedere la prima vittoria contro l'FC Nancy. Da questo momento i risultati non saranno mai costanti, alternando vittorie, pareggi e sconfitte. Dalla ventiduesima giornata la quadra non vedrà la vittoria per altre 9 partite, di cui 7 sono sconfitte. Solo le ultime tre partite della stagione sono vittorie. Nella Coupe de France, la quadra viene eliminata nella 32ª di finale dagli Stati Uniti Quevilly, ai tempi in CFA. 